# Henri II de Lorraine
Pour les articles homonymes, voir Henri, Henri II et Henri de Lorraine.
Henri II dit le Bon (en allemand Heinrich II. der Gute) et Henri V comme duc de Bar, né à Nancy le 8 novembre 1563, mort à Nancy le 31 juillet 1624, est marquis de Pont-à-Mousson, puis duc de Lorraine et de Bar de 1608 à 1624. Il est fils aîné du duc Charles III et de Claude de France, et à ce titre prince héréditaire de Lorraine (c'est-à-dire héritier du duché).

## Biographie

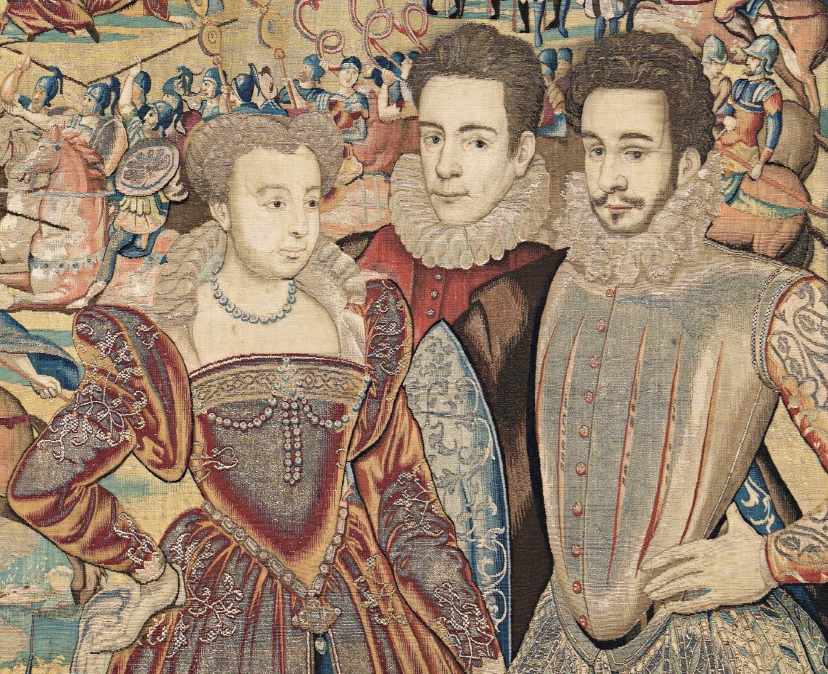
Le jeune Henri de Lorraine représenté aux côtés de sa tante Marguerite de Valois et son oncle François d'Anjou dans une des tapisseries de la tenture des Valois.

Fils du duc de Lorraine et donc proche parent des Guise, les guerres de religion empêchent qu'il soit élevé à la Cour de France comme son père et son grand-père. Il n'a pas non plus été préparé à la gestion du duché, son père préférant s'en remettre à son propre frère, le cardinal Charles de Lorraine, évêque de Metz. Henri participa aux combats des guerres de religion, du côté catholique. Petit-fils de Henri II de France, il est prétendant au trône de France lors des états généraux de 1593.
Titré marquis de Pont (Pont-à-Mousson), il épouse en 1599 Catherine de Bourbon, sœur de Henri IV de France pour sceller le traité de Saint-Germain-en-Laye, mais le mariage n'est pas heureux : profondément catholique, il est marié à une calviniste convaincue qui, déjà trop âgée, ne peut donner de descendance à son époux.
Veuf en 1604, il se remarie en 1606 avec une toute jeune nièce de la reine de France, Marie de Médicis, Marguerite de Gonzague, dont il a deux filles mais pas d'héritier mâle.
Il devient duc en 1608 à l'âge de quarante-cinq ans et, sans réelle expérience politique, tombe sous l'influence de favoris dont le plus connu est Louis d'Ancerville, fils du cardinal de Guise. Il s'affirme ardent défenseur de la Contre-Réforme et prend plusieurs édits ordonnant aux protestants de quitter la Lorraine. Il accorde pourtant une certaine liberté à ceux résidant à Lixheim devenue lorraine.
Il acquiert L'Annonciation du Caravage, qui se trouve toujours à Nancy, au musée des beaux-arts.
En 1618, la deuxième Défenestration de Prague entraîne le début de la guerre de Trente Ans. Henri II garde une position neutre et cherche à jouer un rôle d'apaisement auprès des ennemis.
Pour ménager sa succession, Henri voulait léguer le duché à sa fille aînée Nicole qu'il voulait marier à son favori, le baron d'Ancerville. le scandale est si grand qu'il doit y renoncer.
Un testament de René II, retrouvé fort à propos, spécifie pourtant que le duché ne pouvait se transmettre qu'en lignée masculine, ce qui favorise la succession par le frère d'Henri, François, comte de Vaudémont. Après d'âpres négociations, Henri marie Nicole à Charles de Vaudémont, le fils aîné de son frère François, et futur duc Charles IV qui devait alors régner comme « prince consort » du droit de sa femme. Par la suite pourtant Charles ne respecte pas ces dispositions.
À la fin de sa vie, le Saint Empire s'enfonce dans la guerre de Trente Ans et les duchés sont confrontés à une période très difficile. Henri II recrute des soldats pour protéger ses duchés des mercenaires qui le traversent, et renforce les fortifications, ce qui, avec les dons accordés aux favoris, met à mal les finances ducales.
Son gouvernement débonnaire le fait passer toutefois à la postérité avec le surnom de Bon.

## Mariages et enfants

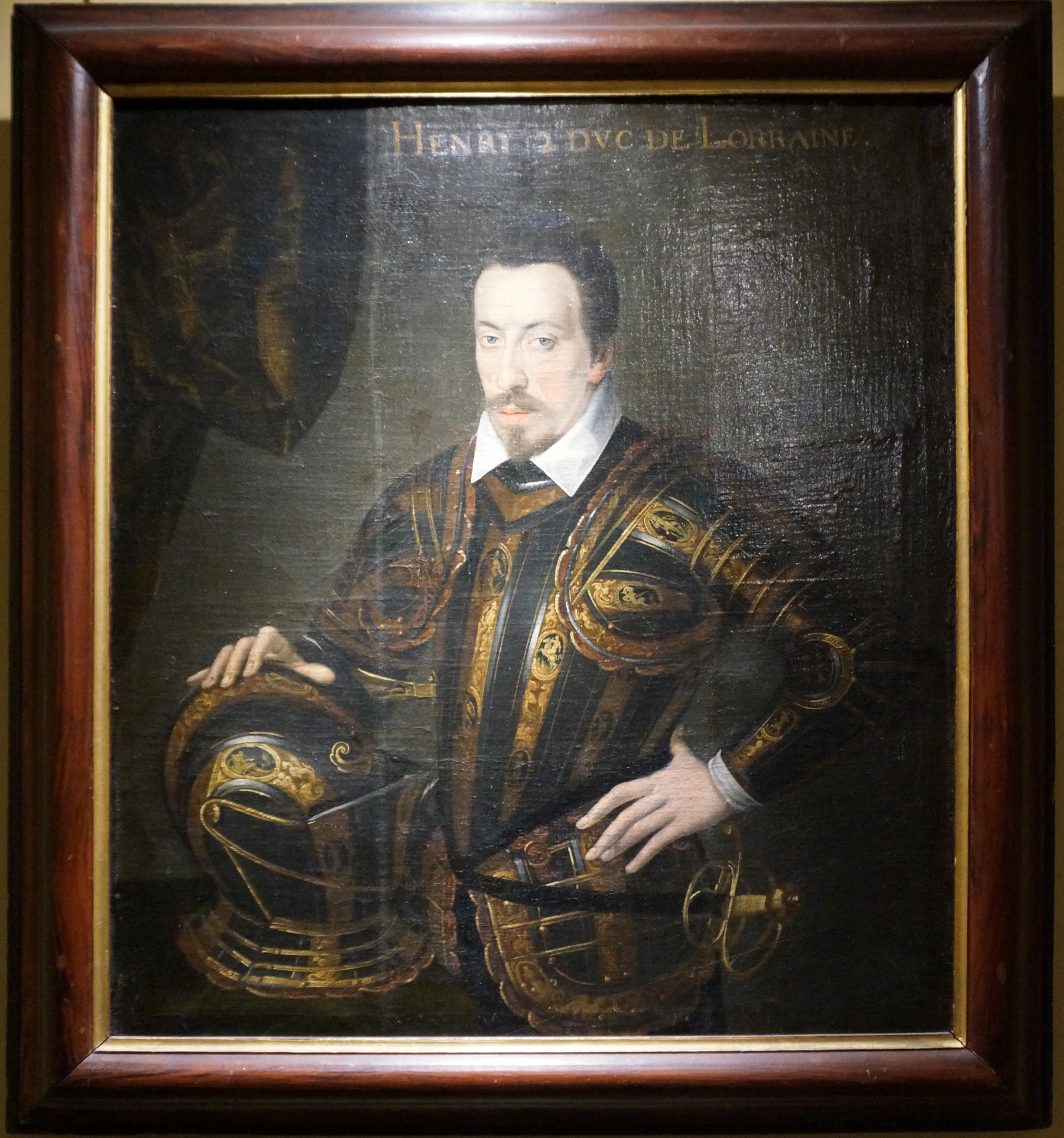
Henri II de Lorraine en armure, Musée barrois.

Encore prince héréditaire de Lorraine, il épouse en premières noces en 1599 Catherine de Bourbon (1559 † 1604), fille d'Antoine de Bourbon et de Jeanne d'Albret, et sœur d'Henri IV, roi de France, dont il n'a pas d'enfants.
Il se remarie en secondes noces en 1606 à Marguerite de Mantoue (1591 † 1632), fille de Vincent Ier, duc de Mantoue, et d'Éléonore de Médicis. Ils ont :
- Nicole de Lorraine (1608 † 1657), mariée en 1621 (séparée en 1635) à Charles de Vaudémont (1604 † 1675), futur Charles IV, duc de Lorraine ;
- Claude-Françoise de Lorraine (1612 † 1648), mariée en 1634 au frère de Charles, Nicolas-François de Vaudémont (1609 † 1670), futur Nicolas-François, duc de Lorraine.

Il a également d'une ou de plusieurs maîtresses dont le nom ne nous est pas parvenu:
- Charles, dit le chevalier de Bar ou encore le chevalier de Lorraine, comte de Briey et seigneur de Darney[2] légitimé le 10 janvier 1605[3]. Chevalier de l'ordre de Saint-Jean de Jérusalem en 1608[4], commandeur de Xugney/Libdeau[5], Robécourt/Norroy[6] et Saint-Jean-du-Vieil-Aître[7] en 1630.
- Henri de Bainville, abbé de « Saint-Mihiel, Saint Pierre-Mont et de Bouzonville », légitimé également le 10 janvier 1605 († 24 novembre 1626)[3].

## Sources
- Henry Bogdan, La Lorraine des ducs, sept siècles d'histoire, Perrin, 2005 [détail des éditions] (ISBN 2-262-02113-9)

1. ↑  http://www.iac-nancy.com/fiche.php?ref=030&modele=catalogues
2. ↑  Hippolyte Roy, La vie, la mode et le costume au XVIIe siècle, époque Louis XIII : Étude sur la Cour de Lorraine établie d'après les mémoires des fournisseurs et artisans, E. Champion, 1924, 553 p. (présentation en ligne), p. 91, 340, 469
3. 1 2  Augustin Calmet, Histoire de Lorraine, t. I, Nancy, 1745 (lire en ligne), p. 270 (cclxx)Mentionne une lettre du duc Henri II recommandant son fils naturel auprès du grand maître à Malte
4. ↑  René de Vertot, « Liste chronologique des frères chevaliers de l'ordre de Saint-Jean de Jérusalem de la vénérable langue de France », dans Histoire des chevaliers hospitaliers de S. Jean de Jérusalem appellez depuis les chevaliers de Rhodes, et aujourd'hui les chevaliers de Malte, t. IV, 1726 (lire en ligne), p. 91
5. ↑  Michel Henry, Les ordres militaires en Lorraine, Éditions Serpenoise, 2006, 354 p. (ISBN 978-2-87692-706-3, présentation en ligne), p. 283 ; Henri Lepage, « Notice sur quelques établissements de l'ordre de Saint-Jean de Jérusalem situés en Lorraine : VIII. Commanderie de Xugney », Annuaire administratif, statistique, historique et commercial de la Meurthe,‎ 1853 (lire en ligne), p. 60
6. ↑  Catherine Guyon, André Philippe et François Dousset, Archives départementales des Vosges - 50 H : Ordres religieux militaires : Répertoire numérique détaillé - (commanderies de Robécourt et de Laon, grands prieurés d’Aquitaine et de Champagne), Épinal, 2007 (1re éd. 1956) (lire en ligne), p. 33Cote LH 65: Bail à « Monsieur le chavalier[Sic] de Lorraine », commandeur de Robécourt et Norroy de toutes les rentes et revenus de Robécourt, excepté tout ce qui dépend de la commanderie de Norroy.
7. ↑  Lepage 1853, p. 32, lire sur Google Livres